# Felipe Ferré
Felipe Ferré (13. září 1934 Bogota) je francouzský fotograf, narozený v Kolumbii.

## Životopis
Narodil se 13. září 1934 v Bogotě, jeho rodiči byli katalánský chemik Gabriel Ferré a Francouzka Elisabeth Marie Josephová. V sedmi letech pomáhal otci fotografovat a vyvolávat filmy. Když v roce 1946 jeho otec zemřel, ocitli se v těžké ekonomické situaci a než mohl emigrovat do Francie, musel pracovat v různých zaměstnáních. V roce 1961 se usadil v Paříži. Přestože nejprve pokračoval v hudebním studiu, v roce 1964 se začal věnovat fotografii ve Francii a Německu.
Nejznámější je jeho fotografická práce o architektonických prostorech, včetně jeho zprávy o Paříži a další o kavárnách v roce 1991. V listopadu 2007 uspořádal výstavu portrétů Fernanda Botera v galerii Andrée Macé v Paříži.